# 行生経
『行生経』（ぎょうしょうきょう、巴: Saṅkhārupapatti-sutta, サンカールパパッティ・スッタ）とは、パーリ仏典経蔵中部に収録されている第120経。『意行経』（いぎょうきょう）とも。
類似の伝統漢訳経典としては、『中阿含経』（大正蔵26）の第168経「意行経」がある。
釈迦が、比丘たちに、念じることと来世の生まれ変わり場所の関係性について説く。

## 構成

### 登場人物
- 釈迦

### 場面設定
ある時、釈迦はサーヴァッティー（舎衛城）のアナータピンディカ園（祇園精舎）に滞在していた。
釈迦は比丘たちに、人は念じ続けることによって、クシャトリヤにも、バラモンにも、諸天にも生まれ変われること、そして解脱を念じ続ければ二度と生まれ変わらないことなどを説く。
比丘たちは歓喜する。

## 日本語訳
- 『南伝大蔵経・経蔵・中部経典4』（第11巻下） 大蔵出版
- 『パーリ仏典 中部（マッジマニカーヤ）後分五十経篇I』 片山一良訳 大蔵出版
- 『原始仏典 中部経典4』（第7巻） 中村元監修 春秋社